# Campionat britànic de motocròs 1962
La temporada de 1962 del Campionat britànic de motocròs, anomenat a l'època ACU Scramble Drivers' Star, fou l'11a edició d'aquest campionat, organitzat per l'ACU.

## Classificació final

### 500cc
| Posició | Pilot          | Motocicleta | Punts |
| ------- | -------------- | ----------- | ----- |
| 1       | Jeff Smith     | BSA         | 40    |
| 2       | John Burton    | BSA         | 16    |
| 3       | John Harris    | BSA         | 11    |
| 4       | Arthur Lampkin | BSA         | 10    |
| 5       | Triss Sharp    | Triumph     | 9     |
| 6       | Vic Eastwood   | Matchless   | 6     |
| 7       | Andy Lee       | Matchless   | 4     |
| 8       | Derek Rickman  | Metisse     | 4     |
| 9       | Leslie Archer  | Norton      | 4     |
| 10      | Freddie Mayes  | BSA         | 3     |

### 250cc
| Posició | Pilot          | Motocicleta | Punts |
| ------- | -------------- | ----------- | ----- |
| 1       | Dave Bickers   | Greeves     | 30    |
| 2       | John Griffiths | Dot         | 14    |
| 3       | Alan Clough    | Dot         | 13    |
| 4       | Arthur Lampkin | BSA         | 10    |
| 5       | Jeff Smith     | BSA         | 8     |
| 6       | Tony Sharp     | Dot         | 6     |
| 7       | Alan Lampkin   | BSA         | 6     |
| 8       | Bob Dickinson  | BSA         | 6     |
| 9       | Alan Bostock   | Dot         | 4     |
| 10      | Bill Wwynne    | Greeves     | 4     |